# Rubus arenicola
Rubus arenicola är en rosväxtart som beskrevs av Blanchard. Rubus arenicola ingår i släktet rubusar, och familjen rosväxter. Utöver nominatformen finns också underarten R. a. confictus.